# Andrea Longo
Andrea Longo ( 1844-1930) fue un naturalista y botánico italiano. Fue director del Jardín Botánico de Pisa, entre 1915 a 1929.

## Algunas publicaciones
- 1888. Nuova specie di Quercia. Boll. del Naturaelista VIII 6 : 81-82

- La abreviatura «A.Longo» se emplea para indicar a Andrea Longo como autoridad en la descripción y clasificación científica de los vegetales.[1]